# Insomnia (EP)
Insomnia è un EP della cantante australiana Megan Washington, pubblicato il 21 ottobre 2011.

## Tracce
Testi e musiche di Megan Washington, eccetto dove indicato.
1. Holy Moses – 3:37 (Megan Washington, Jarrad Kritzstein)
2. Plastic Bag – 3:38
3. Skeleton Key – 4:27
4. Sentimental Education – 4:19
5. Public Pool – 3:12
6. Letterbox – 3:09
7. High Treason – 5:30
8. Insomnia – 4:59

## Classifiche
| Classifica (2011) | Posizione massima |
| ----------------- | ----------------- |
| Australia         | 24                |